# Szerencsejátékosok tévedése
A szerencsejátékos tévedése vagy szerencsejátékos-hiba az az informális érvelési hiba, amely szerint egy esemény valószínűsége függ a korábbi hasonló, tőle független események kimenetelétől.
A hiba egyik formája a nagy számok törvényének félreértésén alapszik: ha egy esemény nagyon sokáig nem következett be, akkor – a félreértés szerint – egyre nagyobb valószínűséggel be kell következnie (illetve ha egy esemény nagyon sokszor bekövetkezett, akkor már „nem szabad” bekövetkeznie). Például ha egy érmét hússzor feldobva mind a hússzor írást kaptunk, akkor sokan azt mondanák, hogy huszonegyedszerre sokkal nagyobb valószínűséggel kapunk fejet, mert huszonegy írást dobni egymás után roppant valószínűtlen. Valójában azonban a huszonegyedik írás valószínűsége ugyanúgy 50%, mint az első dobásnál, hiszen nem az a meglepő, ha huszonegyedszerre írást dobunk, hanem az, hogy eddig hússzor egymás után írást dobtunk. Másképp fogalmazva: a huszonegy egymás utáni írás „valószínűtlenségének” nagy részét már nem kell figyelembe vennünk, hiszen már bekövetkezett.
Hasonlóan, sokan gondolják, hogy nem érdemes a múlt héten kihúzott lottószámokat megjátszani, mert nem valószínű, hogy kétszer egymás után ugyanazokat a számokat húznák ki.
Ennek egy kevésbé nyilvánvaló formája azt mondani, hogy az „érdekes” számok kisebb valószínűséggel jönnek ki; például az 1, 2, 3, 4, 5, 6 sorozatot nem érdemes megjátszani. Ez csak egyes konkrét érdekes számokra alkalmazva hiba; az – az érdekesség definíciójától függően – lehet igaz, hogy kicsi annak az esélye, hogy a kihúzott szám érdekes legyen. Bizonyos számokat azonban valóban nem érdemes megjátszani, de nem valószínűségszámítási okok miatt: bizonyos „szerencseszámokra” sokan fogadnak, így ha nyerünk, a nyereménynek csak kisebb részét kapjuk meg, mert sok nyertesnek kell osztoznia rajta.
A hiba egy másik fajtája éppen az ellenkező irányban okoskodik: ha a szerencsejáték során egy viszonylag valószínűtlen esemény többször egymásután bekövetkezik, akkor a játékosnak „szerencsés sorozata” van (vagy szerencsétlen, az esemény jelentőségétől függően), és a következőkben is szerencséje (vagy balszerencséje) lesz.
Részben ezen az érvelési hibán alapszik a Martingale-módszer, amikor egyre nagyobb összegekkel fogad valaki a vesztes kimenetelre.
Egyes elképzelések szerint a szerencsejátékos-hiba a reprezentativitási heurisztika egyik megnyilvánulási formája.
Néhány trükkös feladat azt próbálja elhitetni az olvasóval, hogy a helyes megoldás a szerencsejátékos hibája lenne, miközben valójában az események nem függetlenek. Ilyen például a Monty Hall-paradoxon.

## Példa
Egy pénzérme feldobásakor a fej és az írás esélye 50-50%, szemléletesebben írva 1/2 (az esetek felében fej, a másik felében írás következik be). Annak az esélye, hogy kétszer egymás után írást dobunk, (1/2)2 = 1/4; annak, hogy háromszor: (1/2)3 = 1/8. Klasszikus kérdés: ha háromszor egymás után írást dobtunk, mekkora a valószínűsége, hogy negyedszer is írást dobunk? A helyes válasz 1/2, hiszen a pénzfeldobás, amiről beszélünk, nem függ a korábban bekövetkező eseményektől.
A tévedésbe eső személy azt feltételezi, hogy a következő dobásnál a fej valószínűsége nagyobb mint 1/2, mivel a nagy számok törvénye alapján azonos számú fej és írás eredménynek kell születnie.
Ha háromszor egymás után írást dobtunk, akkor a következő dobásnál már csak két kimenetel lehetséges: írás-írás-írás-írás, illetve írás-írás-írás-fej. A négy dobást együtt vizsgálva mindkét kimenetelnek 1/16 - 1/16 esélye van. Mivel csak ez a két kimenetel lehetséges – a harmadik dobást követően –, ezért a negyedik dobás ugyanolyan eséllyel (1/2) lesz írás vagy fej.